# Vortex (Computerspiel)
Vortex (auch bekannt unter dem Namen Citadel) ist ein 3D-Shooter, der vom Argonaut Software entwickelt und von Electro Brain 1994 für das Super Nintendo Entertainment System veröffentlicht wurde. Vortex ist eines von fünf Spielen, das den Super FX GSU-1-Chip nutzte. 

## Spielprinzip
Der Spieler lenkt das sogenannte Morphing Battle System (MBS), einen experimentellen Mech, um in den sieben Welten gegen die Aki-Do-Streitkräfte zu kämpfen. Das MBS kann zwischen vier verschiedenen Modi wechseln. Es wurde daher spekuliert, dass es von einem unveröffentlichten Computerspiel abgeleitet ist, das auf Transformers: Generation 2 basiert.